# Kerstin Wartel
Kerstin Elisabeth Wartel, folkbokförd Warthel, född 16 december 1931 i Sankt Matteus församling i Stockholm, död 5 april 2000 i Helsingborgs Maria församling i Helsingborg, var en svensk skådespelare.

## Roller
- 1966 – Jag – en älskare
- 1971 – Deadline
- 1974–1975 – Pappa Pellerins dotter (TV-serie)
- 1978 – Sommarflickan (TV-serie)
- 1986 – Vid Lilla Torg (TV-serie)

## Teater

### Roller (ej komplett)
| År   | Roll                     | Produktion | Regi                          | Teater                    |
| ---- | ------------------------ | --- | ----------------------------- | ------------------------- |
| 1957 |                          | Ett huvud kortare (La tête des autres) Marcel Aymé                                                                                                | Erling Schroeder              | Upsala-Gävle stadsteater  |
| 1958 | Ifigenia                 | För vindens skull (Une fille pour du vent) André Obey                                                                                             | Lars Barringer                | Upsala-Gävle stadsteater  |
| 1958 |                          | Fort Christina Alf Henrikson, Erik Lundegård och Lennart Nyblom                                                                                   | Ellen Bergman                 | Uppsala-Gävle Stadsteater |
| 1960 |                          | Plötsligt i somras (Suddenly Last Summer) Tennessee Williams                                                                                      | Lennart Olsson                | Uppsala-Gävle Stadsteater |
| 1964 | En ung dam               | Tre knivar från Wei Harry Martinson | Ingmar Bergman                | Dramaten                  |
| 1964 | Honor Blake              | Hjälten på den gröna ön (The Playboy of the Western World) John Millington Synge                                                                  | Lars-Erik Liedholm            | Dramaten                  |
| 1968 |                          | Resan till de gröna skuggorna (Rejsen til de grønne skygger) Finn Methling                                                                        | Lars-Levi Læstadius           | Helsingborgs stadsteater  |
| 1968 | Varja                    | Körsbärsträdgården (Вишнёвый сад, Visjnjovyj sad) Anton Tjechov                                                                                   | Lars-Levi Læstadius           | Helsingborgs stadsteater  |
| 1968 | Tant Klara               | Kvartetten som sprängdes Birger Sjöberg | Sandor Györbiro               | Helsingborgs stadsteater  |
| 1969 | Mrs Toothe               | Alla har en trädgård (Everything in the Garden) Edward Albee                                                                                      | Kaj Ahnhem                    | Helsingborgs stadsteater  |
| 1969 | Lucette                  | Friaren från landet eller Monsieur de Pourceaugnac (Monsieur de Pourceaugnac) Molière                                                             | Lars-Levi Læstadius           | Helsingborgs stadsteater  |
| 1969 |                          | Sandlådan Kent Andersson och Bengt Bratt | Lars-Levi Læstadius           | Helsingborgs stadsteater  |
| 1969 |                          | De bordlagda Birger Norman | Ensemblen                     | Helsingborgs stadsteater  |
| 1969 | Minna von Barnhelm       | Krigsmans lycka (Minna von Barnhelm) Gotthold Ephraim Lessing                                                                                     | Lars-Levi Læstadius           | Helsingborgs stadsteater  |
| 1969 | Adele Elvira             | Bagaren, bagerskan och den lilla bagarpojken (Le Boulanger, la boulangère et le petit mitron) Jean Anouilh                                        | Martin Söderhjelm             | Helsingborgs stadsteater  |
| 1970 | Tora                     | Kattorna Walentin Chorell | Martin Söderhjelm             | Helsingborgs stadsteater  |
| 1970 | Medverkande              | Krig, kvinnor, kapital Lars-Levi Laestadius | Ensemblen                     | Helsingborgs stadsteater  |
| 1970 | Langar-Emma              | Herr Puntila och hans dräng Matti (Herr Puntila und sein Knecht Matti) Bertolt Brecht                                                             | Lars-Levi Læstadius           | Helsingborgs stadsteater  |
| 1970 | Ellen                    | Kääärlek (Luv) Murray Schisgal | Lars-Levi Læstadius           | Helsingborgs stadsteater  |
| 1971 | Poncia                   | Bernardas hus (La casa de Bernarda Alba) Federico García Lorca                                                                                    | Lars-Levi Læstadius           | Helsingborgs stadsteater  |
| 1971 | May                      | Räddad (Saved) Edward Bond | Kaj Ahnhem                    | Helsingborgs stadsteater  |
| 1971 | Maria                    | Trettondagsafton (Twelfth Night, or What You Will) William Shakespeare                                                                            | Lars-Levi Læstadius           | Helsingborgs stadsteater  |
| 1971 | May                      | Vid läglig lägenhet (Vacant Possession) Maisie Mosco                                                                                              | Martin Söderhjelm             | Helsingborgs stadsteater  |
| 1972 | Gina Ekdal               | Vildanden Henrik Ibsen | Lars-Levi Læstadius           | Helsingborgs stadsteater  |
| 1972 | Armandine                | Fruar på vift (Le dindon) Georges Feydeau | Lars-Levi Læstadius           | Helsingborgs stadsteater  |
| 1973 | Fru Strömman             | Melodi på lergök Lars-Levi Læstadius | Lars-Levi Læstadius           | Helsingborgs stadsteater  |
| 1973 | Amanda Postelthwaite     | Karusellen (The Apple Cart) George Bernard Shaw                                                                                                   | Claes Sylwander               | Helsingborgs stadsteater  |
| 1973 | Lise                     | Faust Johann Wolfgang von Goethe | HansKarl Zeiser               | Helsingborgs stadsteater  |
| 1973 | Selma                    | Värmlänningarna Fredrik August Dahlgren och Andreas Randel                                                                                        | Claes Sylwander               | Helsingborgs stadsteater  |
| 1974 | Ulla                     | Pampen Lars Björkman | Claes Sylwander               | Helsingborgs stadsteater  |
| 1974 |                          | Kärleksföreställningen Margareta Garpe och Suzanne Osten                                                                                          | Lars Svenson                  | Helsingborgs stadsteater  |
| 1974 | Lili                     | Victor: När barnen tar makten (Victor, ou, Les Enfants au pouvoir) Roger Vitrac                                                                   | Hans Polster                  | Helsingborgs stadsteater  |
| 1975 | Frun                     | Föräldrarna Lilla Klara-gruppen | Lars Svenson                  | Helsingborgs stadsteater  |
| 1975 | Tyra Karlsson            | Turarna, en färjepjäs Stellan Olsson och Jan Olsheden                                                                                             | Stellan Olsson                | Helsingborgs stadsteater  |
| 1975 | Kristin                  | Ett drömspel August Strindberg | Lars Svenson                  | Helsingborgs stadsteater  |
| 1975 | Mari                     | Hemma igen Runar Schildt | Hans Polster                  | Helsingborgs stadsteater  |
| 1975 | Belle                    | Åh, ljuva ungdomstid (Ah, Wilderness) Eugene O'Neill                                                                                              | Olle Johansson                | Helsingborgs stadsteater  |
| 1976 | Brudgummens mor          | Peer Gynt Henrik Ibsen | Claes Sylwander               | Helsingborgs stadsteater  |
| 1976 | Teresia                  | Marknadsafton Vilhelm Moberg | Claes Thelander               | Helsingborgs stadsteater  |
| 1977 | Skökan                   | Mäster Olof August Strindberg | Lars Svenson                  | Helsingborgs stadsteater  |
| 1977 | Ellen Manville           | Chez nous Anders Ehnmark och Per Olov Enquist | Hans Polster                  | Helsingborgs stadsteater  |
| 1977 |                          | Tolvskillingsoperan (Die Dreigroschenoper) Bertolt Brecht och Kurt Weill                                                                          | Hans Polster                  | Helsingborgs stadsteater  |
| 1977 | Hanne                    | Ballerina Arne Skouen | Claes Thelander               | Helsingborgs stadsteater  |
| 1978 | Olga                     | Tre systrar (Три сeстры, Tri sestry) Anton Tjechov                                                                                                | Hans Polster                  | Helsingborgs stadsteater  |
| 1978 | Fräulein Kost            | Cabaret John Kander, Fred Ebb och Joe Masteroff                                                                                                   | Leif Söderström               | Helsingborgs stadsteater  |
| 1978 |                          | Åh, vilket härligt krig! (Oh, What a Lovely War!) Charles Chiltom och Joan Littlewood                                                             | Jan Lewin                     | Helsingborgs stadsteater  |
| 1978 | Baronessa Chioccia       | Caviar och spagetti (Caviale e lenticchie) Giulio Scarnicci och Renzo Tarabusi                                                                    | Egon Larsson                  | Helsingborgs stadsteater  |
| 1979 |                          | Spelman på taket (Fiddler on the Roof) Jerry Bock, Sheldon Harnick och Joseph Stein                                                               | Edith Roger                   | Helsingborgs stadsteater  |
| 1980 | Nagg                     | Slutspel (Fin de partie) Samuel Beckett | Gustaf Elander                | Helsingborgs stadsteater  |
| 1981 | Lärarinnan               | Every Good Boy Deserves Favour Tom Stoppard och André Previn                                                                                      | Claes Sylwander               | Helsingborgs stadsteater  |
| 1981 | Hanna Kennedy            | Maria Stuart Friedrich Schiller | Lars Svenson                  | Helsingborgs stadsteater  |
| 1982 | Medverkande              | Släpp svångremmar loss, kabaré | Lars Svenson                  | Helsingborgs stadsteater  |
| 1982 | Anneliese Planner        | Läkare (Ärztinnen) Rolf Hochhuth | Lars Svenson                  | Helsingborgs stadsteater  |
| 1983 | Häxa                     | Med slöja och svärd Birgit Hageby | Karin Parrot                  | Helsingborgs stadsteater  |
| 1984 | Grevinnan Geschwitz      | Lulu Frank Wedekind | Hans Polster                  | Helsingborgs stadsteater  |
| 1984 | Medverkande              | Paris 1878 Staffan Olzon | Staffan Olzon                 | Helsingborgs stadsteater  |
| 1984 | Madame Roulin            | Brevbäraren från Arles (Postbudet fra Arles) Ernst Bruun Olsen                                                                                    | Lars Svenson                  | Helsingborgs stadsteater  |
| 1985 | Beata                    | Panik i Rölleby Anna Bondestam | Bengt Ahlfors                 | Helsingborgs stadsteater  |
| 1985 | Lagmanskan               | Advent August Strindberg | Lars Svenson                  | Helsingborgs stadsteater  |
| 1986 | Fru Stickling            | De båda sömngångarna eller Det nödvändiga och det överflödiga (Die beiden Nachtwandlern, oder das Notwendige und das Überflüssige) Johann Nestroy | Hans Polster                  | Helsingborgs stadsteater  |
| 1987 | Ada                      | Tystnad Tagning! (הפלשתינאית, Ha-Palestinait) Joshua Sobol                                                                                        | Gunilla Berg                  | Helsingborgs stadsteater  |
| 1987 | Fominisjna               | Konkursen (Банкрот, Bankrut) Aleksandr Ostrovskij                                                                                                 | Palle Granditsky              | Helsingborgs stadsteater  |
| 1987 | Helena                   | Utflykten (A Lovely Sunday for Creve Coeur) Tennessee Williams                                                                                    | Anna-Greta Bergman            | Helsingborgs stadsteater  |
| 1987 | Fru Wahlström            | Hittebarnet August Blanche | Palle Granditsky              | Helsingborgs stadsteater  |
| 1988 |                          | Straffmyndig (Strafmündig) Gert Heidenreich | Hans Polster                  | Helsingborgs stadsteater  |
| 1988 | Hon                      | Följer du med hem? (Скамейка, Skamejka) Alexander Gelman                                                                                          | Anna-Greta Bergman            | Helsingborgs stadsteater  |
| 1988 | Doris Partington         | Min mamma sa... (My Mother Said I Never Should) Charlotte Keatley                                                                                 | Anna-Greta Bergman            | Helsingborgs stadsteater  |
| 1989 | Yvonne Doggett           | En familjeaffär (A Small Family Business) Alan Ayckbourn                                                                                          | Herman Ahlsell                | Helsingborgs stadsteater  |
| 1989 | Mamma                    | Melodien som kom bort (Melodien, der blev væk) Kjeld Abell, Sven Mölle Kristensen, Bernhard Christensen och Herman Koppel                         | Karin Parrot-Jonzon           | Helsingborgs stadsteater  |
| 1989 | Frideborg Dahlström      | Knäckebröd med hovmästarsås Magnus Nilsson | Ernst Günther Peter Wahlqvist | Helsingborgs stadsteater  |
| 1990 | Modern                   | Jacques och hans husbonde (Jakub a jeho pán) Milan Kundera                                                                                        | Hans Polster                  | Helsingborgs stadsteater  |
| 1991 | Mostern                  | Min store tjocke far Magnus Nilsson | Stig Ossian Ericson           | Helsingborgs stadsteater  |
| 1992 | Fastern                  | Den ludna gorillan (The Hairy Ape) Eugene O'Neill                                                                                                 | Håkan Lindhé                  | Helsingborgs stadsteater  |
| 1992 | Professor Eva Lindermann | Maries barn Bengt Ahlfors och Johan Bargum | Jan Nielsen                   | Helsingborgs stadsteater  |
| 1992 | Rebecca Nurse            | Häxjakten (The Crucible) Arthur Miller | Håkan Lindhé                  | Helsingborgs stadsteater  |
| 1992 | Ilse                     | Isbjörnarna Jonas Gardell | Kerstin Birde                 | Helsingborgs stadsteater  |
| 1993 | Georgette Brisedeau      | Jo, det gällde annonsen (La bonne adresse) Marc Camoletti                                                                                         | Arne Strömgren                | Helsingborgs stadsteater  |

## Radioteater

### Roller
| År   | Roll         | Produktion                                       | Regi      |
| ---- | ------------ | ------------------------------------------------ | --------- |
| 1956 | Sekreteraren | Tempo, tempo (Der Terminkalender) Max Gundermann | Åke Falck |